# Департамент поліції Ель-Пасо
Департамент поліції Ель-Пасо (EPPD, англ. El Paso Police Department) є головним правоохоронним органом, що обслуговує Ель-Пасо, штат Техас, США. Станом на 2014 рік річний бюджет агентства становив понад 118 мільйонів доларів США та налічував близько 1300 співробітників, у тому числі приблизно 1100 офіцерів. Грег Аллен був призначений начальником поліції EPPD у березні 2008 року.

## Історія

### Рання історія

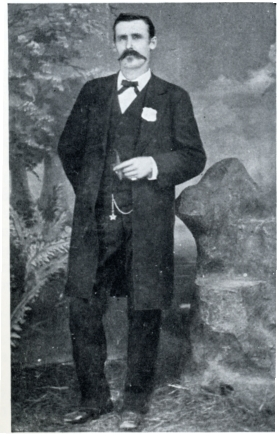
Маршал міста Ель-Пасо Даллас Стоуденмайр

Рання історія кафедри складна для вивчення. Багато старих газетних звітів є неточними, а документи приблизно до 1950 року були втрачені під час пожежі. Газетні звіти часто були сильно перебільшені для місцевої розважальної цінності або для підкріплення іміджу міста «дикого заходу» для читачів у східних Сполучених Штатах.
Офіційною датою створення кафедри є 1884 рік, але історичні згадки існують до цієї офіційної дати. Протягом цього періоду в департаменті працювала низка міських маршалів, які, як відомо, були такими ж грубими та дикими, як злочинці в прикордонному місті, перестрілки та невеликі війни були набагато більш поширеними, ніж сьогодні, наприклад, у 1881 році " Четверо загиблих за П'ять секунд перестрілки ".. Деякі маршали брали участь у протистояннях за межами міста, включаючи Соляну війну в Ель-Пасо та війну округу Лінкольн. Також нечуваним було протиріччя між місцевими, державними та федеральними правоохоронними органами, включаючи збройні зіткнення.
У 1889 році департамент поліції отримав свого першого начальника, Т. К. Лайонса. Раніше він служив у пожежній частині і не був типовим «грубим» персонажем, який раніше був відомий правоохоронним органам Ель-Пасо. Його перебування на посаді може стати початком більш сучасного та цивілізованого підходу до правоохоронних органів у місті.

### 20 століття
Газетні звіти показують, що поліція почала використовувати автотранспорт для забезпечення правопорядку в 1909 році. Відбитки пальців почали знімати в 1915 році. До 1920-х років доступні фотографії, які демонструють деякі з цих досягнень.. У 1955 році для контролю швидкості було введено радар, а в 1972 році департамент сформував свій перший підрозділ SWAT.
У 1946 році департамент найняв свого першого афроамериканського офіцера (на офіційному веб-сайті зазначено, що чотири афроамериканські ветерани були призначені в 1945 році). Однак між тим часом і 1970-1980-ми роками темношкірим офіцерам було заборонено виконувати багато того, що можуть робити інші поліцейські, включаючи арешти, керування транспортними засобами чи написання звітів. Нинішній керівник Грег Аллен є першим афроамериканцем шерифом. Проте в цей час жінки активно служили «метрівками» або працювали у в'язниці. Сьогодні кілька жінок досягли високих посад у відділі поліції, і департамент неодноразово приймав конференцію «Жінки в правоохоронних органах».
У 1972 році департамент відкрив другу станцію для обслуговування східної сторони та частини нижньої долини. Відтоді зростання збільшило кількість станцій до п'яти (не враховуючи центральне командування). У 1990-х і на початку 2000-х років департамент впровадив багато інших досягнень, включаючи комп'ютери, камери та несмертельну зброю, як-от електрошокер.

### Новітня історія
Останніми роками поліцейська діяльність у громаді була важливою метою поліцейського департаменту. Дослідження 2011 року показало, що поліцейські витрачали 75 % свого часу на виклики та 25 % свого часу на адміністративну роботу, причому мало часу залишалося на громадські патрулі. З моменту дослідження департамент запровадив кілька реформ, щоб звільнити час офіцерів, зокрема приватизував транспорт ув'язнених із дільниць до в'язниці, колл-центр для нетермінових звітів і зміни у способах виклику офіцерів для дачі свідчень. Мета: «60-20-20» або 60 % часу на реагування (відповідь на дзвінки), 20 % часу на адміністративні завдання та 20 % часу на громадське патрулювання та залучення громади.
У 2012 році міська рада відзначила лейтенанта Чарльза Гарві за 45-річну службу в департаменті. Він є членом департаменту з найдовшим стажем і зараз очолює відділ кримінальних розслідувань і тактичну групу в Центральному регіональному командуванні. Він сказав репортеру El Paso Times, що не планує найближчим часом виходити на пенсію.
Незважаючи на те, що Ель-Пасо знаходиться поблизу кордону з Мексикою та через річку від Сьюдад-Хуареса (одного з найбільш жорстоких міст у західній півкулі), це дуже безпечне місто з низьким рівнем злочинності. Це може бути спричинено великою кількістю іммігрантів у місті та загалом сприятливим для іммігрантів середовищем. Ель-Пасо входить до трійки великих міст (населення понад 500 000 осіб) з найнижчим рівнем злочинності з 1997 року, а за 2010—2013 роки займає перше місце.

### Можлива майбутня консолідація з офісом шерифа округу
Протягом багатьох років міська влада та офіційні особи в уряді округу Ель-Пасо обговорювали можливу консолідацію EPPD з офісом шерифа округу Ель-Пасо, щоб зменшити витрати та покращити можливості правоохоронних органів у цьому районі. Серед прихильників цієї зміни нинішній шериф Річард Вайлс, міський менеджер Джойс Вілсон та інші. Можливі методи консолідації включають злиття в стилі Лас-Вегаса з шерифом, який відповідає за всі аспекти поліції, або роздільне об'єднання з шерифом, відповідальним за одні питання, і начальником поліції, відповідальним за інші. Усі шерифи округу Ель-Пасо з 1985 року були колишніми офіцерами EPPD, включно з нинішнім шерифом Вайлсом, який раніше очолював EPPD.
Перешкодами для консолідації є питання про те, хто контролюватиме столичне відомство, рівень підготовки та складність об'єднання відділів.
Станом на кінець 2013 року процес консолідації не пішов далі переговорів.

## У популярній культурі/ЗМІ
Приблизно в 2008 році поширювалися електронні листи під назвою «Поліцейська піньята Ель-Пасо» або «Один коп, троє поганих хлопців». Електронні листи включали яскраві та криваві фотографії трьох чоловіків, які, очевидно, були застрелені поліцейським, який стояв над ними зі своєю вогнепальною зброєю. В електронному листі стверджувалося, що чоловіки прибули з Сьюдад-Хуареса і намагалися пограбувати офіцера поліції Ель-Пасо, який не був на службі, і той убив їх усіх у відповідь. Одне із зображень має підпис: «Ви усвідомлюєте, скільки заощадили платники податків США, не переслідуючи цих нікчемних бандитів?». Користувачі інтернет-форумів і блогери визначили, що інцидент, про який йде мова, імовірно, стався в Бразилії, а не в Ель-Пасо.
У 2012 році F/X Networks знімали частини свого нового шоу The Bridge в Ель-Пасо. В одній сцені шериф Річард Вайлс був одягнений як патрульний офіцер Ель-Пасо, який охороняє місце злочину. Шериф Вайлс (колишній керівник EPPD) допоміг творцям серіалу з дослідженнями, щоб вони могли точніше зобразити правоохоронні органи в Хуаресі та Ель-Пасо.

## Спеціалізовані підрозділи
*Регіональні операції (патруль)
- Кримінальні розслідування
- Розвідка
- Спеціальні розслідування дорожнього руху
- DWI Task Force
- Ікло

*КОМСАР
*Тренування/Академія
* Вибуховий загін
*Спецпризначенці (ССО)
* Охорона гідності
*Внутрішні справи
- Група спеціальних розслідувань

## Патрульні підрозділи
- Центральне Регіональне Командування
- Регіональне командування Пебл Хілз
- Регіональне командування Мішн Уоллі
- Північно-східне регіональне командування
- Західне регіональне командування

## Чини
| ранг                            | Знаки розрізнення |
| ------------------------------- | ----------------- |
| Начальник                       |                   |
| Помічник начальника             |                   |
| Командир                        |                   |
| Лейтенант                       |                   |
| Сержант                         |                   |
| Патрульний офіцер (20+ років)   |                   |
| Патрульний офіцер (15–19 років) |                   |
| Патрульний офіцер (10–14 років) |                   |
| Патрульний офіцер (5–9 років)   |                   |
| Патрульний офіцер (<5 років)    | немає             |

Починаючи з 1883 року загинув 31 муніципальний службовець під час виконання службових обов'язків.

## Неналежна поведінка
У червні 2009 року сержант Мігель Лусеро почав неприйнятні стосунки з ученицею середньої школи в Ріверсайді, куди його призначили. Пізніше він визнав себе винним у «неналежних стосунках між вихователем і учнем». Його засудили і призначили покарання: до 400 годин громадських робіт і штрафу.
У 2012 році сімнадцяти офіцерам було пред'явлено звинувачення у підробці записів, для отримання оплати за понаднормову роботу. У жовтні того ж року офіцер Скотт Макфарланд визнав себе винним за 35 пунктами. Його оштрафували та призначили експертизу на стан алкогольного сп'яніння та наявності наркотичних речовин в орагізмі.